# 閼伽井坊
閼伽井坊（あかいぼう）は、山口県下松市にある真言宗御室派の寺院。山号は華岳山。「あかい坊」と表記（併記）されることもある。

## 概要
花岡八幡宮の社坊九か寺の一つ。社坊九か寺のうち唯一現存する寺院である。
年中行事として土用の丑の日に行われるきゅうり加持などがある。
周南市栗屋地区にある江戸時代から続く札所の御堂なども管轄している。

## 文化財

### 重要文化財（国指定）
- 閼伽井坊多宝塔 附 棟札（五枚）
  - 閼伽井坊多宝塔 - 藤原鎌足が創設したと伝わる八幡宮日本十六塔の一つと伝わる[1]。ただし、建築年代は室町中期から後期と推定されている[5]。高さ13メートル[1]。柿葺屋根[1]。1907年（明治40年）5月27日指定[5]。
  - 棟札 - 1928年（昭和3年）の解体修理の際に発見された「永禄三庚申年」（1560年）と書かれた棟札[5]。1979年（昭和54年）2月3日指定[5]。